# Becoming Colette
Becoming Colette (în franceză En se retrouvant) este un film dramatic, o coproducție a unor studiouri din Marea Britanie, Franța și Germania. Este o biografie a tinerei Sidonie-Gabrielle Colette și a lui Henry Gauthier-Villars. 

## Intrigă
Acțiunea are loc la începutul secolului al XX-lea. Un anume Henry Gauthier-Villars, un cunoscut burlac, se căsătorește cu o fată de la țără Gabrielle Colette și o introduce în lumea vieții pariziene. Gabrielle ține un jurnal în care își înregistrează observațiile sale. Villar, moștenitorul  editurii familiei, își publică scrierile sub pseudonimul Willy. Villars are o nouă pasiune, Polair. Curând, Gabriel și Polire devin iubite și aliate. Gabriel, în cele din urmă, se plictisește de duplicitatea lui Villars, iar ea decide să publice cărți de memorii sub numele ei - Colette. 

## Distribuție
- Klaus Maria Brandauer - Henry Gauthier-Villars
- Matilda May - Gabrielle Colette
- Virginia Madsen - Polaire
- John Van Dreelen - Albert
- Jean-Pierre Aumont - Căpitan
- Lucienne Hamon - Sido
- Paul Rhys - Chapot

## Lansare
Data lansării în SUA este 6 noiembrie 1992 (pe piața de film americană în martie 1991). În  Germania filmul a fost lansat la 17 octombrie 1991, în Franța la 1 iulie 1992. 

## Legături externe
- Becoming Colette la Internet Movie Database
- Becoming Colette la CineMagia